# Hypericum struthiolifolium
Hypericum struthiolifolium är en johannesörtsväxtart som beskrevs av Antoine Laurent de Jussieu. Hypericum struthiolifolium ingår i släktet johannesörter, och familjen johannesörtsväxter. Inga underarter finns listade i Catalogue of Life.